# Goldbrillenvogel
Der Goldbrillenvogel (Cleptornis marchei) ist eine Singvogelart aus der Familie der Brillenvögel (Zosteropidae). Die Art ist auf die Inseln Saipan und Aguijan der Nördlichen Marianen beschränkt. Der Goldbrillenvogel besitzt ein goldfarbenes Gefieder und einen blassen Augenring und ernährt sich von Insekten, Früchten und Nektar. 
Die Gattung Cleptornis ist monotypisch. Vormals wurde der Goldbrillenvogel in die Familie der Honigfresser (Meliphagidae) gestellt und daher Goldhonigfresser genannt, neuerdings gilt jedoch seine Zugehörigkeit zu den Brillenvögeln als gesichert. Die genaue Stellung des Goldbrillenvogels innerhalb der Familie ist aber noch nicht geklärt.
Sein Verbreitungsgebiet überlappt sich mit dem des Zügelbrillenvogels. Fossilienfunde zeigen, dass der Goldbrillenvogel einst auch auf den Inseln Tinian and Rota verbreitet war, dort jedoch von Menschenhand ausgerottet wurde. Obwohl der Goldbrillenvogel momentan auf Saipan und Aguijan noch äußerst häufig anzutreffen ist und die höchste aufgezeichnete Verbreitungsdichte aller Vögel aufweist, gilt die Art trotzdem als vom Aussterben bedroht (critically endangered). Eine besondere Bedrohung geht dabei von der invasiven Braunen Nachtbaumnatter aus, die in den letzten Jahren auf Saipan eingeführt wurde. Man nimmt an, dass der Räuber einen starken Rückgang in der Population des Goldbrillenvogels verursachen wird, wenn er nicht kontrolliert wird. Mittlerweile gibt es Bemühungen, die Verbreitung der Schlangen einzudämmen und die Vögel in Gefangenschaft zu züchten.

## Taxonomie
Die Art wurde ursprünglich als „Goldhonigfresser“ bezeichnet, da man sie den Honigfressern (Meliphagidae) zugehörig glaubte. Der französische Naturforscher Émile Oustalet ordnete die Art der Gattung Ptilotis innerhalb der Familie der Honigfresser zu, als er im Jahr 1889 die Erstbeschreibung verfasste. Diese Gattung ist jedoch mittlerweile ungültig und nicht mehr gebräuchlich. Später wurde die Spezies in die Gattung Cleptornis gestellt, welche von Oustalet errichtet worden war für den Fall, dass es sich um eine distinkte Gattung handelte. Morphologische und Verhaltensmerkmale veranlassten den amerikanischen Ornithologen Harold Douglas Pratt, Jr. 1987, die Zugehörigkeit der Art zu den Brillenvögeln vorzuschlagen. Folgestudien haben diese Ansicht bestätigt. Der Goldbrillenvogel ist wahrscheinlich am nächsten mit den mikronesischen Arten der Gattung Rukia, also dem Langschnabel-Brillenvogel und dem Trukbrillenvogel, oder dem monotypischen Bonin-Brillenvogel (Apalopteron) verwandt, welcher einst ebenfalls als Honigfresser klassifiziert wurde und mittlerweile als Brillenvogel gilt. 
Der Goldbrillenvogel besitzt eine verlängerte zehnte Handschwinge, während diese bei anderen Vertretern der Brillenvögel zurückgebildet oder nicht vorhanden ist. Dies hat zu der alternativen Einschätzung geführt, dass es sich bei der Art um einen basalen Vertreter der Brillenvögel handelt.

## Etymologie
Der Gattungsname, Cleptornis, setzt sich aus den altgriechischen Begriffen kleptes (Räuber oder Dieb) und ornis (Vogel) zusammen. Dies bezieht sich jedoch nicht auf das Verhalten des Vogels, sondern auf die alte französische Bezeichnung für die Marianen les Îles des Voleurs, bzw. „Inseln der Diebe“. Das artspezifische Epitheton marchei ehrt den französischen Entdecker und Schriftsteller Antoine-Alfred Marche, der das Typusexemplar beschaffte.

## Verbreitung und Lebensraum

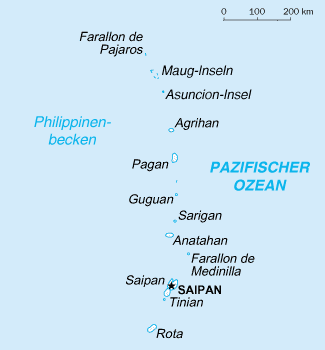
Der Goldbrillenvogel kommt auf Saipan und Aguijan der Nördlichen Marianen vor.

Der Goldbrillenvogel ist endemisch auf den Nördlichen Marianen im westlichen Pazifik, wo er gegenwärtig auf den Inseln Saipan und Aguijan vorkommt. Innerhalb seines Verbreitungsgebietes bewohnt der Goldbrillenvogel eine Reihe unterschiedlicher Habitate sowohl in Natur- als auch in Kulturlandschaften. In naturbelassenen Wäldern ist die Art häufig, vor allem in sekundären Kalksteinwäldern. Der Goldbrillenvogel findet sich aber auch in offenen Buschlandschaften und Stadtrandgebieten. Auf Saipan fehlt die Art lediglich in den Marschen um den Susupe-See und in Grassavannen.

## Merkmale
Der Goldbrillenvogel unterscheidet sich von anderen Mitgliedern der Familie der Brillenvögel durch die großen Augen und die verlängerte äußere Handschwinge, welche bei anderen Arten zurückgebildet ist. Es handelt sich um einen großen Vertreter der Brillenvögel, der eine Länge von 14 cm und ein Gewicht von etwa 20 Gramm erreichen kann. Die Art besitzt ein helles auffälliges Gefieder. Das Kopfgefieder ist orange-gelb gefärbt mit einem weißen Augenring. Das Rückengefieder, die Schwingen und die Schwanzfedern hingegen weisen eine gelblich-grüne Färbung auf, während die Bauchseite orange-gold ist. Schnabel und Beine sind ebenfalls orange gefärbt. Zwischen den Geschlechtern gibt es nur einen geringen Geschlechtsdimorphismus in der Färbung des Gefieders. Die Männchen unterscheiden sich von den Weibchen vor allem durch längere Flügelschwingen, so dass eine Identifizierung meist nur in der Hand möglich ist. Die Jungvögel besitzen ein ähnliches Gefieder wie die Altvögel, jedoch ist es etwas stumpfer und mit braunen Flecken im Gesicht und am Nacken sowie braungelben Streifen am Brustgefieder versetzt. Auch die Schnäbel und Beine sind etwas dunkler gefärbt als bei den Altvögeln.
Die Stimme des Goldbrillenvogels umfasst eine Reihe von Lautäußerungen. Der Gesang erinnert an ein kratzendes Trillern. Während des Fluges und in Schwärmen gibt die Art außerdem schnarrende kürzere Rufe und Pfeiftöne von sich. Küken geben einen klagenden Ruf von sich, wenn sie um Futter betteln.

## Verhalten
Wie andere Brillenvögel ist auch der Goldbrillenvogel tagaktiv. Im Gegensatz zu dem 
Zügelbrillenvogel, der nicht territorial ist und in Gruppen Futter sucht, ist der Goldbrillenvogel in Paaren oder kleinen Familiengruppen zu beobachten, die aus einem Brutpaar mit Jungvögeln, die bereits flügge sind, bestehen. Die Art ist territorial, sodass die Pärchen den Tag über singen, um ihr Revier gegenüber benachbarten Paaren abzugrenzen. Gruppen verhalten sich bei gegenseitigen Begegnungen aggressiv. Goldbrillenvögel sind gegenüber den kleineren Zügelbrillenvögeln ebenfalls aggressiv. Die kleineren Vögel werden von Futter und Sitzplätzen fortgejagt. Auch fliegen Goldbrillenvögel durch Schwärme von Zügelbrillenvögeln, um diese zu zerstreuen. Obwohl auch andere Arten von Sperlingsvögeln angegriffen werden, geschieht dies weniger aggressiv. Tatsächlich sucht der Fuchsfächerschwanz die Nähe des Goldbrillenvogels, um hinter diesem nach Futter zu suchen und Insekten aufzusammeln, die von den Goldbrillenvögeln aufgescheucht wurden.
Während der Goldbrillenvogel gegenüber dem Zügelbrillenvogel und dem Fuchsfächerschwanz sozial dominant ist, wird er seinerseits von dem Mikronesienhonigfresser von den Futterquellen verjagt. Gelegentlich wird die Art auch von Fächerschwänzen vertrieben, wenn sie deren Nestern zu nahe kommt.

### Nahrung und Nahrungserwerb

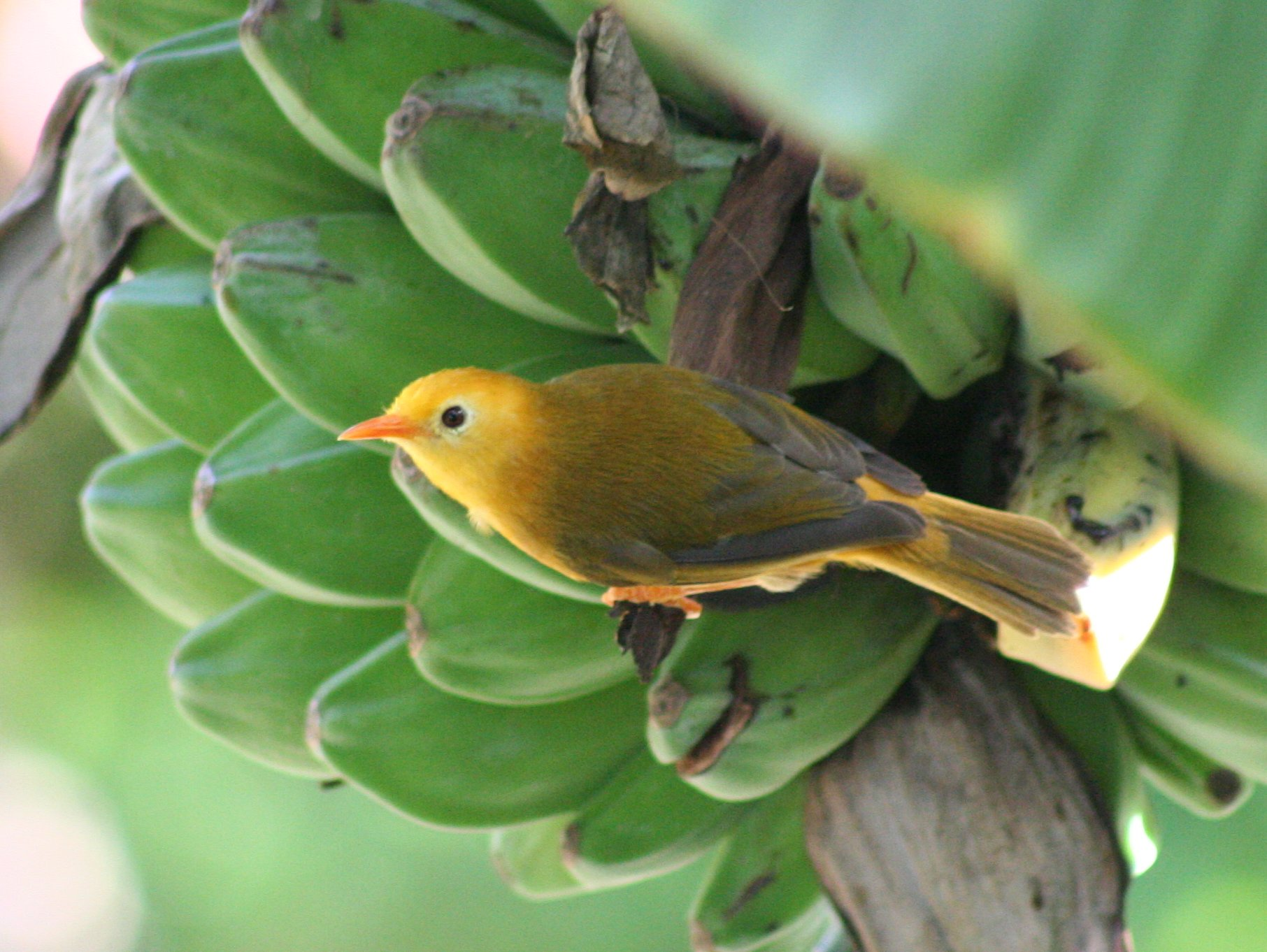
Goldbrillenvogel auf Bananenstaude

Der Goldbrillenvogel ist ein Generalist, der sich vorwiegend von Insekten, Früchten und Beeren ernährt. Dabei gehen die Vögel bevorzugt paarweise oder in kleinen Familiengruppen auf Nahrungssuche. Nektar ist ein wichtiger Bestandteil des Speiseplans. Zusammen mit dem Mikronesienhonigfresser und dem Zügelbrillenvogel fungiert der Goldbrillenvogel als Bestäuber einiger Baumarten, ist in dieser Funktion jedoch nicht so wichtig wie die anderen beiden Arten. Die Insekten werden entweder von der Borke der Bäume oder Blättern aufgelesen oder im Flug gefangen. Dabei werden einige Baumarten bevorzugt: Der verbreitete Waldbaum Cynometra ramifolia ist bei der Art am beliebtesten und wird häufiger als die ebenso verbreitete Guamia mariannae aufgesucht.
Es existiert eine beträchtliche Überschneidung zwischen dem Futtergebiet des Goldbrillenvogels und des Zügelbrillenvogels, jedoch ist der Goldbrillenvogel weniger spezialisiert. In den Wäldern ist zu einem gewissen Grad eine Einnischung zu beobachten. Während der Zügelbrillenvogel wie der Mikronesienhonigfresser vornehmlich im Baumkronendach auf Nahrungssuche geht, findet der Goldbrillenvogel sowohl im Kronenbereich als auch im Unterholz des Waldes sowie in kleineren Bäumen und Büschen seine Nahrung. Diesen Bereich teilt sich die Art mit dem Fuchsfächerschwanz, der sich jedoch in der Art der Futtersuche unterscheidet. Auch in einem kleineren Rahmen setzt sich diese Einnischung in den Mikrohabitaten fort. Während der Goldbrillenvogel auch in toten Blättern und Ästen nach Insekten sucht, bevorzugt es der Zügelbrillenvogel, diese von lebenden Blättern aufzulesen. Goldbrillenvögel sind die ausgeprägtesten Generalisten unter allen Singvogelarten in den Wäldern von Saipan. Es ist angenommen worden, dass die Vielseitigkeit in Bezug auf die Nahrung und den Nahrungserwerb eine Anpassung an die Herausforderungen durch die im Pazifik häufig auftretenden Taifune ist, welche die Struktur der Wälder dramatisch verändern können.

### Brutverhalten
Die Brut erfolgt auf Saipan, wo das Nistverhalten der Art untersucht worden ist, über das ganze Jahr. Die Hauptbrutzeit scheint zwischen März und Juli zu liegen. Der Goldbrillenvogel ist monogam. Das Nest gleicht einem einfachen schmucklosen Becher aus Nadeln von Kasuarinen, Gräsern und Schlingpflanzen. Die Nester werden in einer Höhe von durchschnittlich 2,9 m (zwischen 1,5 und 6,5 m) über dem Boden in verschiedenen Baumarten, u. a. Kasuarinen, Guamia, Cynometra, Leucaena oder Zitruspflanzen, angelegt. Zu den Nesträubern zählen der Karolinenstar und der Halsbandliest. Eine zusätzliche Bedrohung stellt der eingeschleppte Smaragdskink (Lamprolepis smaragdina) dar.
Ein typisches Gelege umfasst zwei Eier von etwa 20,3 × 15,1 mm. Die Eier haben eine blass bläulich-grüne Färbung mit roten oder braunen Klecksen am breiteren Ende. Beide Elternvögel bebrüten die Eier. Dabei wechseln sie sich ca. alle 25 Minuten ab. Diese Art ist in der unmittelbaren Umgebung des Nestes ausgesprochen territorial und verjagt auch andere Arten wie den Zügelbrillenvogel, den Fuchsfächerschwanz und andere Goldbrillenvögel. Nach der Ablage werden die Eier etwa zwei Wochen bebrütet, bis die Küken schlüpfen. Diese sind Nesthocker und werden von beiden Elternvögeln gefüttert. Die Altvögel säubern auch das Nest von Fäkalien. Auf dem Speiseplan der Jungvögel stehen fast ausschließlich Insekten und Raupen. Ungefähr zwei Wochen nach dem Schlüpfen werden die Jungvögel flügge. Im Anschluss verweilen sie für einige Zeit mit den Elternvögeln in kleinen Gruppen.

## Gefährdung und Schutz

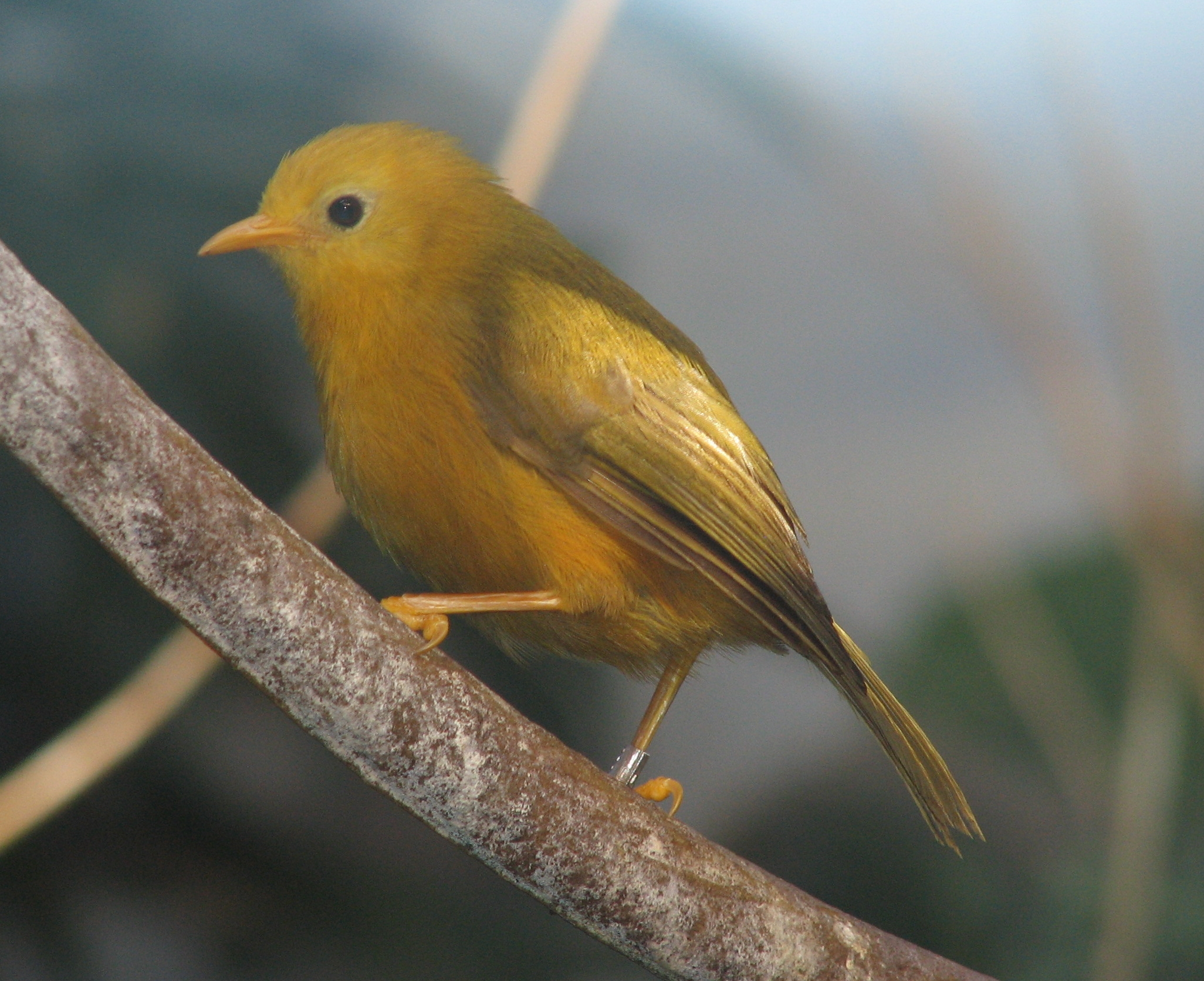
Die Zucht in Gefangenschaft soll das Überleben der Art sicherstellen

Das Verbreitungsgebiet des Goldbrillenvogels ist seit der Ankunft des Menschen auf den Marianen stark geschrumpft. Fossile Knochen der Art sind auf den nahegelegenen Inseln Tinian und Rota gefunden worden. Es ist möglich, dass die Art einst auch auf Guam und anderen Inseln der Marianen heimisch war.
Gegenwärtig ist der Goldbrillenvogel noch häufig. Tatsächlich stellt eine Studie aus dem Jahr 1996 fest, dass die Verbreitungsdichte auf Saipan mit bis zu 2095 Vögeln pro Quadratkilometer eine der höchsten dokumentierten Dichten unter allen Vögeln ist. Man nimmt an, dass auf Saipan die Populationsgrenze erreicht ist und die Insel keine größere Zahl von Vögeln ernähren kann als momentan. Eine Studie von 2009, die auch Ergebnisse einer Untersuchung von 2007 berücksichtigte, kam jedoch zu dem Ergebnis, dass der Bestand zwischen 1982 und 2007 zurückgegangen ist. Dies betraf auch zwei weitere Arten auf Saipan, den Fuchsfächerschwanz und den Sprosserrohrsänger. Alle drei Arten sind insektivor und von Habitatsverlust betroffen. Trotzdem ist der Goldbrillenvogel weiterhin relativ häufig und die momentane Gesamtpopulation wird auf circa 71.997 Vögel geschätzt.
Die IUCN klassifiziert die Art gleichwohl als vom Aussterben bedroht (critically endangered), weil erwartet wird, dass die Population einen rapiden Rückgang erfahren wird. Die größte Bedrohung geht dabei von der Braunen Nachtbaumnatter aus, die ursprünglich in Australien, Neuguinea und den Salomonen verbreitet war und auf der nahegelegenen Insel Guam nach ihrer irrtümlichen Einschleppung bereits sämtliche zwölf Landvogelarten ausgerottet hat. Die Schlange erreichte jüngst Saipan, eine der Inseln innerhalb des Verbreitungsgebietes des Goldbrillenvogels mit der größten Population der Art. Die Isolation von Aguijan macht die Einführung der Braunen Nachtbaumnatter dort unwahrscheinlich, aber die lediglich 718 Hektar große Insel beherbergt nur eine kleine Population, die anfällig für Naturkatastrophen wie die in der Region häufigen Taifune ist.
Es werden bereits Anstrengungen unternommen, die Art in Gefangenschaft zu züchten und die Ausbreitung der Schlangen auf Saipan einzudämmen. Sechs Zoos haben die Art in letzter Zeit erhalten und die Zucht sollte 2011 beginnen. Jedoch stellten sich im Zoo von North Carolina bereits 2009 erste Erfolge bei der Nachzucht ein. Vögel aus der Nachzucht werden auf neuen Inseln eingeführt. Zusätzlich sollen 50 Vögel von Saipan nach Sarigan, einer Insel, die frei von Fressfeinden ist, umgesiedelt werden, um den Erhalt der Art sicherzustellen.